# Stanisław Karpiel-Bułecka
Stanisław Karpiel-Bułecka (ur. 25 marca 1983 w Zakopanem) – polski piosenkarz i osobowość telewizyjna, a także narciarz. Były lider i wokalista zespołu Future Folk.

## Życiorys

### Rodzina i edukacja
Jest synem skrzypka i architekta Jana Karpiela-Bułecki i Anny Bachledy-Curuś. Ma dwóch braci: starszego Jana, który jest architektem, oraz młodszego Szczepana, który jest narciarzem. Jego dziadkiem jest Bolesław Stanisław Karpiel-Bułecka, po którym odziedziczył imię, babcią Zofia Karpiel-Bułecka (1933–2020), a stryjem jest piosenkarz zespołu Zakopower Sebastian Karpiel-Bułecka.
Z wykształcenia jest technikiem budowlanym.

### Kariera sportowa
W wieku pięciu lat rozpoczął swoją przygodę z narciarstwem. Kiedy miał 16 lat, zainteresował się narciarstwem freestyle’owym. W 2004 po raz pierwszy wystartował w konkursie Polish Freeskiing Open, który odbył się w Zieleńcu. W 2005 zajął pierwsze miejsce w kolejnej edycji tych zawodów. W 2009 współtworzył Fiat Big Air na Wielkiej Krokwi w Zakopanem i zakończył zawodową karierę narciarską na rzecz rozpoczęcia kariery muzycznej.

### Kariera muzyczna
W 2009 nawiązał współpracę z Mateuszem Górnym, ps. „Gooral”, z którym nagrał album pt. Ethno Electro (2011). We wrześniu 2011 został wokalistą zespołu Future Folk, z którym wydał dwa albumy: Zbacowanie (2012) i Zbójnicki After (2015). W 2015 zostali półfinalistami w piątej edycji programu rozrywkowego telewizji Polsat Must Be the Music. Tylko muzyka. W 2018 z utworem „Krakowiacy i Górale” zajęli ósme miejsce w finale krajowych eliminacji do 63. Konkursu Piosenki Eurowizji.
Od 2023 pod pseudonimem Staszek z Gór wydał utwór „Chodź potańczyć”, którym zapowiedział swój pierwszy solowy album.
1 stycznia 2024 odszedł z zespołu Future Folk.

### Pozostałe przedsięwzięcia

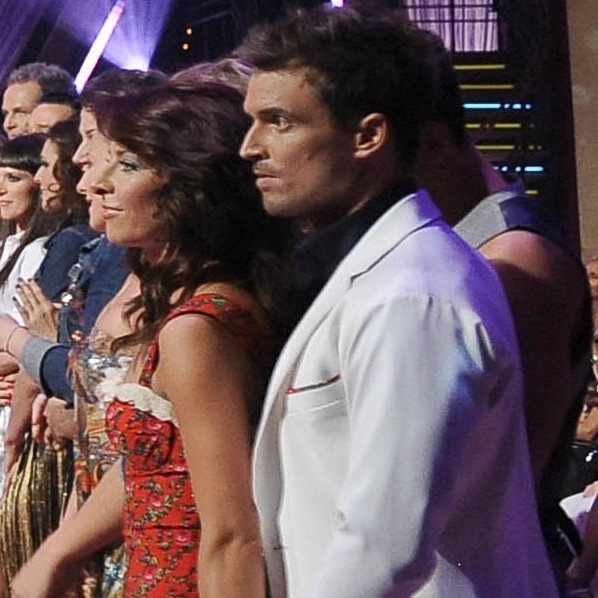
Karpiel-Bułecka i Magdalena Soszyńska-Michno na planie programu Taniec z gwiazdami (2011)

W 2011 został ambasadorem szwedzkiej marki odzieży sportowo-outdoorowej Peak Performance oraz uczestniczył w programach rozrywkowych TVN: Wipeout – Wymiatacze i Taniec z gwiazdami. W kolejnych latach wystąpił również w programach: Superstarcie (2014), Azja Express (2017), Twoja twarz brzmi znajomo (2019) i Dance Dance Dance (2021), a także był również jednym z jurorów programu Śpiewajmy razem. All Together Now (2018).

### Życie prywatne
Od 2010 jest związany z Anną Lis, z którą mieszka w Warszawie. Mają syna Stanisława (ur. 2016).